# Taenia hydatigena
Taenia hydatigena oder der Geränderte Bandwurm:33:192 ist ein Bandwurm der vorwiegend den Dünndarm von Hunden und Füchsen befällt, sehr selten auch bei der Katze auftritt. Als Zwischenwirte fungieren Wiederkäuer, Pferde und Echte Schweine, sehr selten auch der Mensch. Der adulte Wurm ist 50 bis 250 cm lang und bis zu 6 cm breit. Das Rostellum des Scolex trägt zwei Hakenreihen mit großen (170–200 µm) und kleinen (110–160 µm) Haken. 
Die Proglottiden sind länglich mit einfachen, schwach vorspringenden Genitalporen, welche randständig und unregelmäßig angeordnet sind. Der Uterus hat einen relativ kurzen Mittelabschnitt, von dem 5 bis 10 Paar schräger Seitenäste abgehen.
Die Infektion der Zwischenwirte erfolgt durch Aufnahme der Onkosphären. Im Zwischenwirt entwickelt sich subserös in der Bauchhöhle das Finnenstadium, das auch als Cysticercus tenuicollis bezeichnet wird.